# 82 aC
L'any 82 aC va ser un any del calendari romà prejulià. En aquell temps, era conegut com a any del consolat de Carbó i Mari (o, més rarament, any 672 ab urbe condita o de la fundació de la ciutat). L'ús del nom «82 aC» per referir-se a aquest any es remunta a l'alta edat mitjana, quan el sistema Anno Domini va ser el mètode de numeració dels anys més comú a Europa.

## Esdeveniments

### República Romana
- Gneu Papiri Carbó i Gai Mari el Jove són elegits cònsols.[2]
- L'any 83 aC Sul·la havia desembarcat a Brundusium, i s'havia apoderat de la part sud d'Itàlia. Passa l'hivern a Campània. Mari el Jove s'estaciona a la frontera del Latium per fer-li front. S'enfronten la batalla de la Porta Col·lina a Sacriportus, de situació incerta, on Mari és derrotat i queda assetjat a Praeneste on diposita els tresors del temple Capitolí.[3] Sul·la encarrega a Quint Lucreci Ofel·la de seguir amb el setge mentre ell marxa a Roma.[4] Mari ordena a Luci Juni Brutus Damasip, pretor a Roma, de convocar al senat amb algun pretext i matar a Muci Escèvola el pontífex màxim i sogre seu, i alguns altres caps que són partidaris de Sul·la.[4]
- No poden aixecar el setge de Praeneste, i Mari intenta escapar per un subterrani junt amb Ponci Telesí, general samnita, però els descobreixen i es suïciden.[5]
- Sul·la, després de la batalla de la porta Col·lina arriba a Roma on derrota a Ponci Telesí Major, general samnita germà de l'altre Ponci Telesí i pren el control de la ciutat.[2]
- L'exèrcit de Papiri Carbó és a la Gàl·lia Cisalpina i el seu legat Carrines s'enfronta en una dura batalla amb Quint Cecili Metel Pius al nord d'Itàlia. És derrotat i fuig, mentre  Carbó ataca Metel Pius i immobilitza el seu exèrcit. S'assabenta de les desgràcies del seu col·lega Mari a Praeneste i porta l'exèrcit a Ariminium on el segueix Gneu Pompeu Magne.[6]
- Quint Cecili Metel Pius derrota Carbó i Gai Norbà a la batalla de Faventia a la Gàl·lia Cisalpina. Carbó decideix fugir, deixant als seus general Carrines, Mari i Brutus Damasip lluitant a la península. Els soldats de Pompeu el troben a l'illa de Pantel·leria i l'executen. Envien el seu cap a Sul·la.[3]
- A la mort dels dos cònsols, s'elegeix com a interrex a Luci Valeri Flac, i fa votar la llei Valeria de dictadura Sullae, que nomena Sul·la dictador, aprova tots els seus actes futurs i li concedeix poder de vida o mort sobre els ciutadans sense formació de causa.[7]

## Naixements
- Gai Licini Macre Calvus, orador i escriptor.[8]
- Marc Celi Rufus, magistrat i escriptor.[8]

## Necrològiques
- Els cònsols Gneu Papiri Carbó, assassinat per Sul·la, i Gai Mari el Jove, suïcidat.
- Luci Domici Ahenobarb, Publi Antisti, Gai Papiri Carbó Arvina i Quint Muci Escèvola, morts a mans de Luci Juni Brutus Damasip per ordre de Mari el Jove.[5]